# Never Let It Go
"Never Let It Go" är en poplåt med discoinfluenser skriven av Marcos Ubeda och släppt som singel av den svenska gruppen Afro-Dite 2002.

## Historik

### Melodifestivalen
"It never rains in California" är en föregångare till låten  "Never let it go" som framfördes av Afro-dite som ett tävlande bidrag i  Melodifestivalen 2002. Inför tävlingen hade språkreglerna ändras och de tävlande bidragen fick nu framföras på valfritt språk. Bidraget framfördes i den andra deltävlingen, som sändes lördag 26 januari från Himmelstalundshallen i Norrköping, där det fick flest antal röster från tittarna och tog sig direkt till final. Finalen avgjordes i Globen i Stockholm lördag 1 mars. Efter omröstningen, som bestod av både jurygrupper i 11 svenska distrikt och telefonröster från TV-tittare, stod bidraget som vinnare. "Never Let It Go" fick 12 poäng (högsta poäng) av jurygrupperna i Luleå, Falun, Karlstad, Örebro, Norrköping, Göteborg och Stockholm. Bidraget fick även högsta antalet telefonröster och slutade på totalsumman 248 poäng, vilket kan jämföras med andraplacerade "Adrenaline", framförd av Méndez, som slutade på 162 poäng. "Never Let It Go" är den första vinnaren av Melodifestivalen som framfördes på annat språk än svenska.  
Afro-dite framförde delar av låten som pausunderhållning under finalen av Melodifestivalen 2010.

### Eurovision Song Contest
Bidraget var favorittippat i Eurovision Song Contest 2002 som arrangerades i Tallinn, Estland, lördag 25 maj. Bidraget lottades till startnummer 12 av 24 tävlande. Efter framträdandet fick Afro-dite utstå kritik från media då de hade varit alltför entusiastiska under framförandet.
Under omröstningen fick det svenska bidraget poäng från 13 länder, däribland 12 poäng (högsta poäng) från Bosnien-Hercegovina, som använde sig av en jury för att dela ut sina poäng. Totalsumman blev 72 poäng för det svenska bidraget, vilket gav en åttondeplats. Det vinnande bidraget, Lettlands "I Wanna" med Marie N, fick totalt 176 poäng. 

## Listframgångar
Singeln toppade den svenska singellistan under en vecka av de totalt 11 veckor den hölls sig inom topp 10. Singeln lämnade topp 60 i slutet av juni efter totalt 17 veckor.
Låten låg på Trackslistan i sju veckor under perioden 9 mars-20 april 2002, med tredje plats som bästa placering där. På Svensktoppen gick melodin däremot inte att testa, då endast låtar som sjöngs på svenska var tillåtna vid denna tid. Språkregeln ändrades på Svensktoppen först i januari 2003. 

### Listplaceringar
| Lista (2002) | Position |
| ------------ | -------- |
| Sverige      | 1        |